# Through My Window
Through My Window är en låt framförd av den svenska sångerskan Sandra Oxenryd. Låten var Estlands bidrag i Eurovision Song Contest 2006 i Aten i Grekland. Låten är skriven av Alar Kotkas, Ilmar Laisaar, Pearu Paulus och Jana Hallas.
Bidraget framfördes i semifinalen den 18 maj och fick 28 poäng vilket gav en artonde plats, inte tillräckligt för att gå vidare till finalen.